# Barroso (Minas Gerais)
Pour les articles homonymes, voir Barroso.
Barroso est une ville du Brésil dans l'État du Minas Gerais.

## Maires
| Période | Période | Identité         | Étiquette | Qualité |
| ------- | ------- | ---------------- | --------- | ------- |
| 2009    | 2012    | Eika Oka de Melo | PP        |         |